# Iwabuchi Sanji
Pour les articles homonymes, voir Iwabuchi.
Sanji Iwabuchi (岩淵三次, né le 2 mars 1895, dans la préfecture de Niigata au Japon, mort par suicide le 26 février 1945 à Manille aux Philippines) est un contre-amiral de la marine impériale japonaise durant la Seconde Guerre mondiale.

## Biographie
Iwabuchi Sanji s'engagea comme soldat en 1915 après être sorti diplômé de l'académie navale de Marine. Il fut officier d'artillerie entre 1930 et 1933 après être devenu un spécialiste de cette discipline à partir de 1923.
Il devint capitaine de la marine en 1937, servant comme commandant du croiseur Kashii à partir 1941, puis du cuirassé Kirishima après avril 1942. Il combattit lors de la bataille de Midway, la campagne des îles Salomon et la bataille de Guadalcanal, où le Kirishima dut être sabordé après avoir été irrémédiablement endommagé.
En mai 1943, Iwabuchi fut promu contre-amiral et commanda les défenses navales de Manille à partir de novembre 1944 tout en servant dans l'état-major général de la Marine. Quand les troupes américaines arrivèrent sur Manille, l'officier commandant les forces d'occupation japonaises, le Major Général Tomoyuki Yamashita, lui ordonna d'évacuer la ville qu'il jugeait indéfendable mais Iwabuchi refusa d'abandonner son commandement. Il décida de défendre la capitale, à la tête de 15 000 troupes de marine et de 4 000 soldats de l'armée impériale japonaise. Ses hommes commirent de nombreuses exactions et massacrèrent des dizaines de milliers de civils au cours de la défense de Manille. Il se suicida à la fin de la bataille et fut ensuite promu à titre posthume vice-amiral. Son supérieur direct, le général Yamashita, fut poursuivi par un tribunal militaire, jugé responsable des atrocités commises par les troupes d'Iwabuchi et condamné à mort, il fut pendu en 1946.

## Source
- (en) Cet article est partiellement ou en totalité issu de l’article de Wikipédia en anglais intitulé « Sanji Iwabuchi » (voir la liste des auteurs).

1. ↑  « Iwabuchi, Sanji », sur www.tracesofwar.com (consulté le 31 décembre 2020)